# Emel Zeynelabidin
Emel Zeynelabidin (bis 2008 verheiratete Algan; * 1960 in Istanbul) ist eine Aktivistin im interreligiösen Dialog. Sie wurde 2007 bekannt durch die Auszeichnung mit dem Lutherpreis – Das unerschrockene Wort.

## Leben
Die in Lehrte und Hückeswagen aufgewachsene Zeynelabidin ist die Tochter einer türkischstämmigen Mutter und des aus dem Irak stammenden Chirurgen Yusuf Zeynel Abidin, der in Deutschland die Sektion der türkischen Islamischen Gemeinschaft Millî Görüş e. V. (IGMG) gründete. Sie war ehrenamtlich tätig im Islamischen Frauenverein Cemiyet-i Nisa e. V., der 1987 den ersten islamischen Kindergarten in Deutschland gründete. Zwei Jahre später wurde der Trägerverein Islam Kolleg Berlin e. V. gegründet, um die erste islamische Privatschule zu eröffnen. Dort war sie Vorstandsmitglied bis 1995. Die in Berlin-Kreuzberg gelegene Islamische Grundschule wurde 1995 von der Senatsverwaltung für Schule, Jugend und Sport als Privatschule anerkannt. 1995 wechselte Zeynelabidin in den Vorstand des Islamischen Frauenvereins Cemiyet-i Nisa e. V., in dem sie bis 2005 ehrenamtlich am Aufbau der vier senatsgeförderten Kindergärten aktiv mitwirkte.
Emel Zeynelabidin hat nach ihrem Abitur geheiratet und bekam sechs Kinder.

## Auseinandersetzung und Aussagen zum islamischenKopftuch
2005, ausgelöst durch den sogenannten Kopftuchstreit legte sie nach einem intensiven Prozess der Auseinandersetzung mit den islamischen Quellen ihre Kopfbedeckung ab und ging in die Öffentlichkeit. Bei ihren Recherchen in der Literatur über die immer wieder herangezogenen „Verhüllungsverse“ im Koran stieß sie auf die entsprechenden Offenbarungsgründe, die den zeitlichen, kulturellen und geographischen Kontext dieser Offenbarung erklären. „Die gläubigen Frauen sollten sich verhüllen, weil die Männer zur Entstehungszeit des Islam ein Problem damit hatten, bei ihren Belästigungen diese von den Sklavinnen zu unterscheiden, und zweitens, weil diese Männer eine Schwäche für weibliche Reize hatten, mit der sie nicht zurecht kamen.“ Zeynelabidin erklärt, dass es heute diese Sklavinnen nicht mehr gebe und das Verhältnis der Geschlechter sich verändert habe. Dadurch kommt sie zu dem Schluss, dass diese Verhüllung der Frauen eine in Zeit und Raum eingebundene praktische Maßnahme für die Männer der damaligen Zeit war, und nicht etwa eine Frage von Religion. Sie vertritt die Auffassung, dass erst mit der Einführung der Scharia durch Gelehrte „Empfehlungen“ aus dem Koran zu religiösen Pflichten erklärt wurden, die heute für alle Gläubigen bindend sein sollen.
Seitdem nimmt sie an der Debatte teil, hält Vorträge zum Thema und publiziert Texte, um ihre Sicht zum Kopftuch und reformbedürftigen Religionsverständnis des Islams als Diskussionsbeitrag darzulegen. Zeynelabidin hält das Kopftuch für eine kollektive Verordnung von uniformer Identität, für einen Betrug an der Weiblichkeit, und für eine eklatante Infragestellung der Würde von Männern. Es legt eine moralische Schamhaftigkeit bei Frauen fest, die in ihre natürliche Persönlichkeitsentwicklung eingreift. Sie unterscheidet zwischen regelgläubigen und gläubigen Muslimen und bezeichnet sich selbst als gläubige Muslimin, für die der Glaube an Gott im Mittelpunkt steht und keiner demonstrativen Äußerlichkeiten bedarf. Für Zeynelabidin ist das autoritäre Gottesbild der Christen und Muslime eine zweckdienliche Erfindung, um diese patriarchalen Vorstellungen durchzusetzen, die sich bis heute gehalten hat und unbedingt reformiert werden muss.
2006 erlangte sie größere Bekanntheit durch die Übergabe ihrer Kopftücher an das Haus der Geschichte in Bonn. In der FAZ wurde im März 2012 ihr Artikel Heilmittel Koran? veröffentlicht.

## Ehrungen und Auszeichnungen
Im April 2007 erhielt Algan in Speyer den Preis der Lutherstädte „Das unerschrockene Wort“. Am 28. Oktober 2016 wurde Emel Zeynelabidin mit dem Frauenbrücke-Preis in Potsdam ausgezeichnet.

## Dokumentarfilm
Die Schweizer Filmemacherin Maria Müller stellte 2010 ihren Dokumentarfilm mit dem Titel Hüllen vor, der Emel Zeynelabidins Familiengeschichte und ihr Leben zum Inhalt hat. Der Film erhielt eine Lobende Erwähnung im Wettbewerb Dokumentarfilm beim Filmfestival Max Ophüls Preis 2011 in Saarbrücken. Im April 2011 kam er in die Kinos.

## Werke
- Erwachsen wird man nur im Diesseits, Verlag 3.0, 2013 (am 8. März 2013 zum Internationalen Frauentag erschienen).
- Augenblicke meines Herzens (ehemaliger Titel: Komm! – Liebes-Bekenntnisse eines Spatzen), 2014, ISBN 978-3-00-047207-7.